# تیم فدکاپ ارمنستان
تیم فدکاپ ارمنستان یک تیم بین‌المللی تنیس زنان است که از طرف جمهوری ارمنستان در رقابت‌های بین‌المللی جام فد شرکت می‌کند. این تیم هم‌اکنون در منطقه گروهیی ۳ آفریقا/اروپا به رقابت می‌پردازد.

## تاریخچه
ارمنستان در سال ۱۹۹۷ میلادی در نخستین جام فد کاپ اش به رقابت پرداخت. بهترین نتیجه‌شان کسب مقام سوم مرحله گروهی در سال‌های ۲۰۰۰ و ۲۰۰۱ بوده است. پیش از سال ۱۹۹۳ ارمنستان در جام فد توسط اتحاد شوروی نمایندگی می‌شد.

## تیم (۲۰۱۷)
- آنا موسیسیان
- گابریلا هاکوبیان
- مارینا داوتیان